# 小细胞癌
小细胞癌（也称为小细胞肺癌、燕麦细胞癌）是一种极为恶性的癌症，最常出现在肺中， 尽管它可能偶尔出现在其它身体部位，例如子宮頸、前列腺和胃肠道。相比其他癌症而言，小细胞癌具有较短的倍增时间，更高的生长分数并倾向于较早地转移。